# Adam Pelech
Adam Pelech (né le 16 août 1994 à Toronto dans la province d'Ontario au Canada) est un joueur professionnel canadien de hockey sur glace. Il évolue au poste de défenseur. 

## Biographie
Évoluant au niveau junior pour les Otters d'Érié, il est repêché par les Islanders de New York au 65e rang lors du troisième tour du repêchage d'entrée dans la LNH 2012. 
Il devient professionnel en 2014-2015 alors qu'il s'aligne pour les Sound Tigers de Bridgeport, équipe affiliée aux Islanders dans la LAH. Il fait ses débuts dans la LNH avec les Islanders la saison suivante, prenant part à neuf parties, et voit plus d'action en 2016-2017 en jouant 44 parties avec les Isles.

## Parenté dans le sport
Son frère, Matt Pelech, est également joueur de hockey professionnel.
Il est le neveu du joueur de hockey de la LNH, Mike Gillis.

## Statistiques

### En club
| Saison     | Équipe                     | Ligue      |     | Saison régulière | Saison régulière | Saison régulière | Saison régulière | Saison régulière |   | Séries éliminatoires | Séries éliminatoires | Séries éliminatoires | Séries éliminatoires | Séries éliminatoires |
| Saison     | Équipe                     | Ligue      | PJ  | B                | A                | Pts              | Pun              | PJ               | B | A                    | Pts                  | Pun                  |                      |                      |
| 2010-2011  | Otters d'Érié              | LHO        | 65  | 1                | 12               | 13               | 27               | 7                | 0 | 2                    | 2                    | 2                    |                      |                      |
| 2011-2012  | Otters d'Érié              | LHO        | 44  | 2                | 18               | 20               | 52               | -                | - | -                    | -                    | -                    |                      |                      |
| 2012-2013  | Otters d'Érié              | LHO        | 59  | 8                | 32               | 40               | 98               | -                | - | -                    | -                    | -                    |                      |                      |
| 2013-2014  | Otters d'Érié              | LHO        | 60  | 9                | 45               | 54               | 46               | 14               | 2 | 5                    | 7                    | 10                   |                      |                      |
| 2014-2015  | Sound Tigers de Bridgeport | LAH        | 65  | 0                | 11               | 11               | 48               | -                | - | -                    | -                    | -                    |                      |                      |
| 2015-2016  | Sound Tigers de Bridgeport | LAH        | 27  | 2                | 5                | 7                | 6                | -                | - | -                    | -                    | -                    |                      |                      |
| 2015-2016  | Islanders de New York      | LNH        | 9   | 0                | 2                | 2                | 0                | -                | - | -                    | -                    | -                    |                      |                      |
| 2016-2017  | Sound Tigers de Bridgeport | LAH        | 13  | 1                | 4                | 5                | 10               | -                | - | -                    | -                    | -                    |                      |                      |
| 2016-2017  | Islanders de New York      | LNH        | 44  | 3                | 7                | 10               | 6                | -                | - | -                    | -                    | -                    |                      |                      |
| 2017-2018  | Islanders de New York      | LNH        | 78  | 3                | 16               | 19               | 28               | -                | - | -                    | -                    | -                    |                      |                      |
| 2018-2019  | Islanders de New York      | LNH        | 78  | 5                | 16               | 21               | 24               | 8                | 0 | 2                    | 2                    | 6                    |                      |                      |
| 2019-2020  | Islanders de New York      | LNH        | 38  | 1                | 8                | 9                | 20               | 21               | 1 | 4                    | 5                    | 8                    |                      |                      |
| 2020-2021  | Islanders de New York      | LNH        | 56  | 4                | 10               | 14               | 18               | 19               | 1 | 4                    | 5                    | 13                   |                      |                      |
| 2021-2022  | Islanders de New York      | LNH        | 78  | 3                | 25               | 28               | 42               | -                | - | -                    | -                    | -                    |                      |                      |
| 2022-2023  | Islanders de New York      | LNH        | 61  | 6                | 15               | 21               | 36               | 6                | 1 | 1                    | 2                    | 2                    |                      |                      |
| 2023-2024  | Islanders de New York      | LNH        | 58  | 1                | 15               | 16               | 27               | 5                | 0 | 2                    | 2                    | 4                    |                      |                      |
| Totaux LNH | Totaux LNH                 | Totaux LNH | 500 | 26               | 114              | 140              | 201              | 59               | 3 | 13                   | 16                   | 33                   |                      |                      |

### En équipe nationale
| Année | Compétition                  |   | PJ | B | A | Pts | Pun                |  | Résultat |
| 2012  | Championnat du monde -18 ans | 7 | 0  | 0 | 0 | 8   | Médaille de bronze |  |          |
| 2014  | Championnat du monde junior  | 7 | 0  | 1 | 1 | 2   | 4e place           |  |          |

## Trophées et honneurs personnels

### Ligue de hockey de l'Ontario (LHO)
- 2011-2012 :
  - remporte le trophée Bobby-Smith du meilleur joueur étudiant
  - remporte le trophée Ivan-Tennant du joueur avec les meilleurs résultats scolaire aux études supérieures
- 2013-2014 : nommé dans la deuxième équipe d'étoiles

### Ligue nationale de hockey (LNH)
- 2021-2022 : participe au 66e Match des étoiles